# Panama ai Giochi della IX Olimpiade

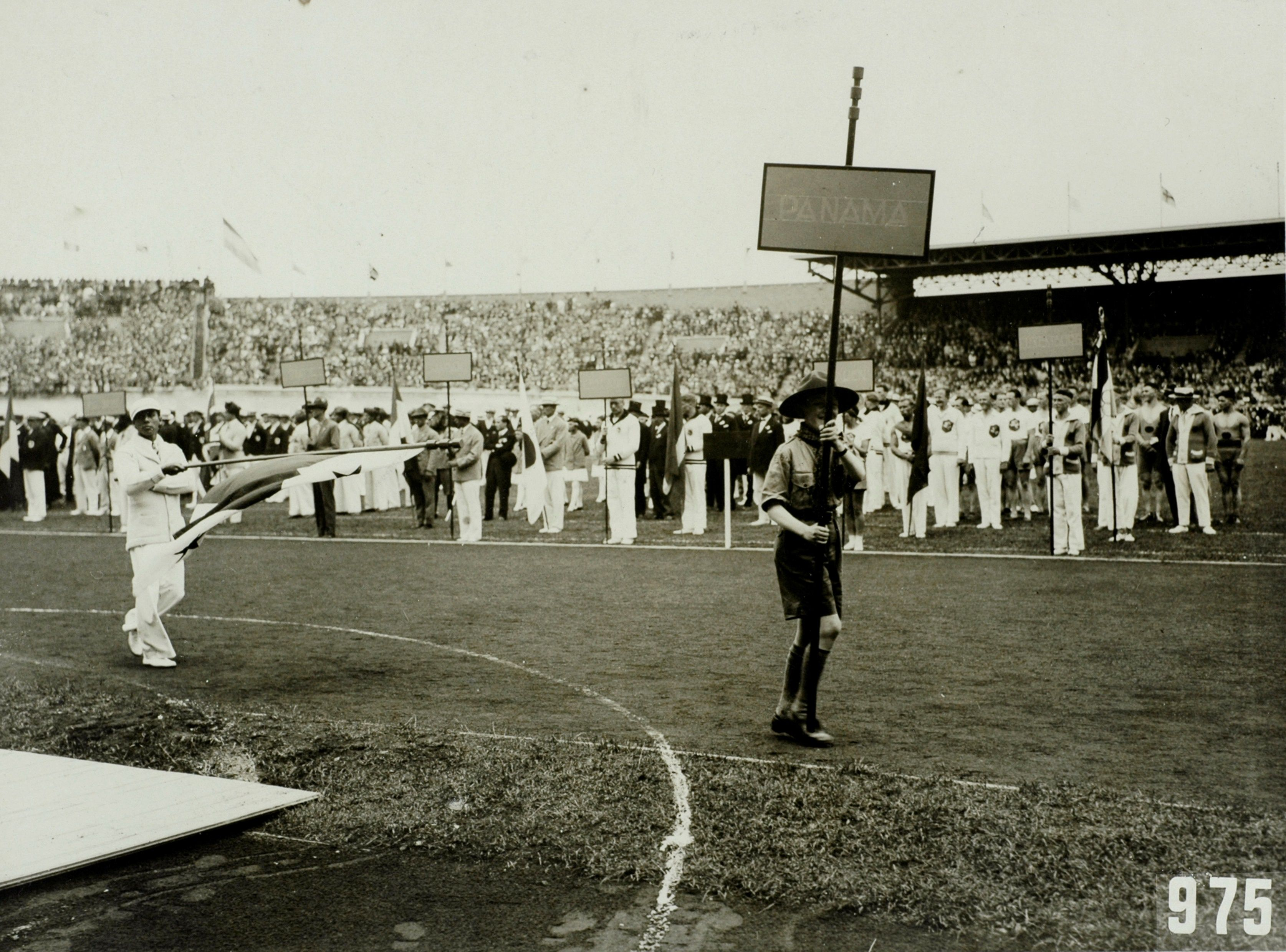
Panama alla cerimonia di apertura

Panama partecipò ai Giochi della IX Olimpiade, svoltisi ad Amsterdam, Paesi Bassi, dal 28 luglio al 12 agosto 1928, con una delegazione di un solo atleta, Adán Gordón, impegnato in una disciplina. È stata la prima partecipazione del paese ai Giochi olimpici.
Gordón non riuscì ad aggiudicarsi medaglie.